# Comté de Gosper
Pour les articles homonymes, voir Gosper.
Le comté de Gosper est un comté de l'État du Nebraska, aux États-Unis. Son siège est la ville d'Elwood.